# دامیان دامینتسکی
دامیان دامینتسکی (لهستانی: Damian Damięcki؛ زادهٔ ۱۶ ژوئیه ۱۹۴۱) بازیگر و صداپیشه اهل لهستان است. وی دانش‌آموختهٔ آکادمی ملی هنرهای نمایشی الکساندر زلوروویچ در ورشو است.
از فیلم‌ها یا مجموعه‌های تلویزیونی که وی در آن‌ها نقش داشته‌است، می‌توان به پیت‌بول، قانون حقیقی، عشق در بیست‌سالگی، خاکستر، آنگاه سکوت فرا خواهد رسید، عملیات زرادخانه، وقتی منو بگیری باهام چکار می‌کنی؟ و رمز انیگما اشاره نمود.